# Kultura Sicán

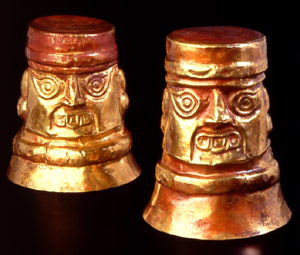
Przedmioty z metalu

Kultura Sicán – kultura andyjska rozwijająca się latach 700–1350 z głównym ośrodkiem w dolinie Lambayeque (dzisiejsze Peru). Na podstawie ikonografii symbolicznej i ceramiki wnioskuje się, że kultura wywodzi się z wcześniejszych kultur Moche i Vicús.